# Mount Falla
Mount Falla ist ein 3825 m hoher Berg in der antarktischen Ross Dependency. In der Königin-Alexandra-Kette des Transantarktischen Gebirges ragt er 6 km nordöstlich des Mount Stonehouse zwischen dem Berwick- und dem Prebble-Gletscher auf.
Als Erste sichtete ihn am 9. Januar 1958 die neuseeländische Mannschaft bei der Commonwealth Trans-Antarctic Expedition (1955–1958). Namensgeber ist der neuseeländische Ornithologe Robert Alexander Falla (1901–1979), ein Mitglied des Expeditionskomitees.